# Lucrate Milk

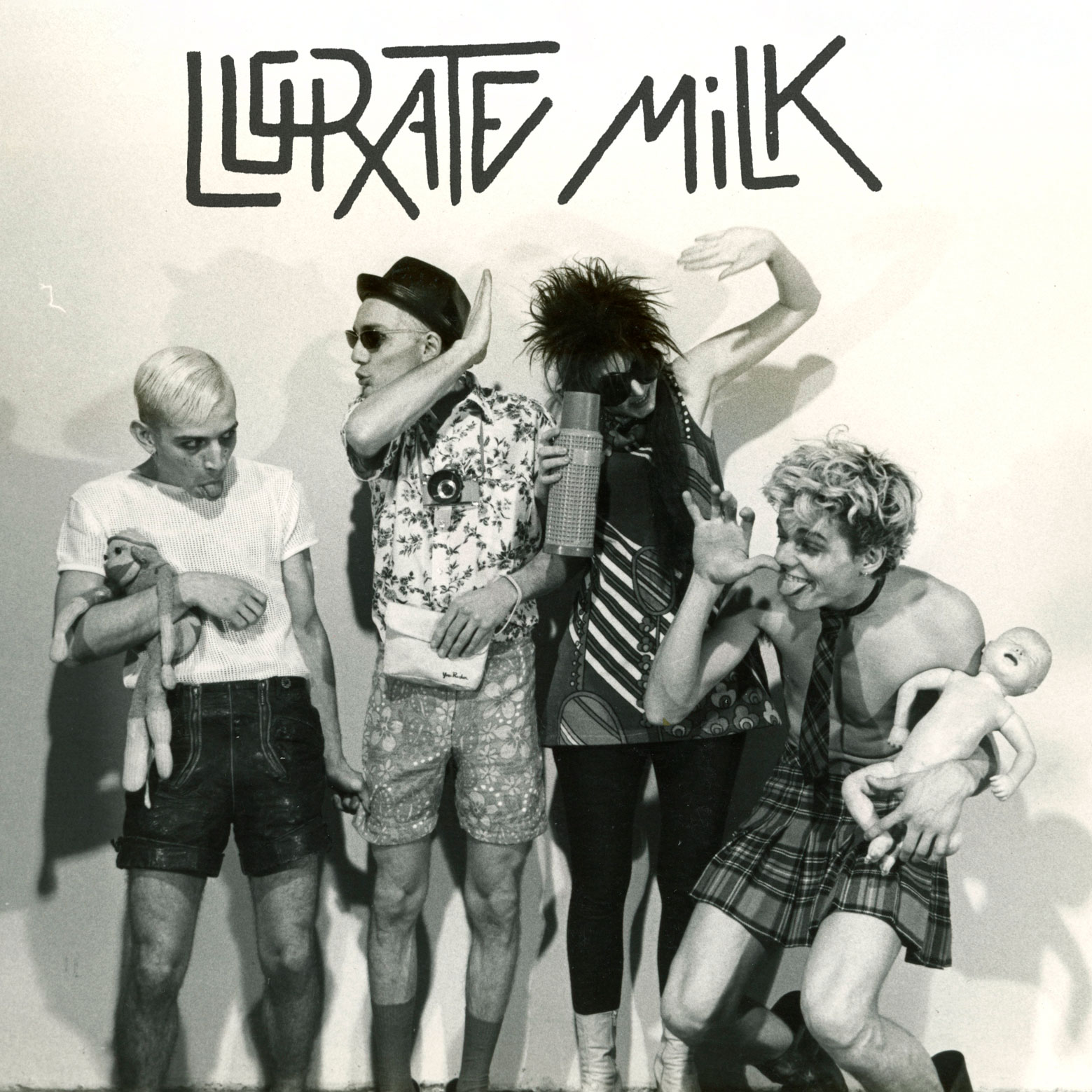
Une série de photos de Masto, Ici papa maman et les sales mômes

Lucrate Milk est un groupe punk français, originaire de Paris et sa banlieue, actif entre 1981 et 1984. Ils inventent et pratiquent le DIY musical à la française en toute inconscience.
Lucrate Milk a conservé jusqu'à nos jours une certaine aura dans le milieu musical underground, grâce à son absence totale de compromission, son statut « d’insaisissable  et à sa filiation avec Bérurier Noir dont 3 d’entre eux feront partie.
Les pochettes et l’esthétique du groupe choquent la plupart et rallient les meilleurs.

## Biographie
Lucrate Milk s’est formé d’abord de façon virtuelle. Masto et Laul inventent le nom, le logo, et commencent à l’automne 1980 à bomber les murs de Paris. Ces nombreux tags feront naître de folles rumeurs. On affirme les avoir vus jouer alors qu'aucun concert n'a eu lieu. Ils se sentent alors obligé de former un vrai groupe, en février 1981.
Lucrate Milk se compose de :
LauL Lombrik, Lolo, alias Bol, 
Bassiste, futur illustrateur et clown des Bérurier Noir. Il continue de dessiner de préférence des clowns ou autres personnages désabusés et sculpte avec de la récup.
Masto, "Lowcost",
Saxophoniste, tambour, chant, il rejoindra par la suite les Washington Dead Cats, puis Bérurier Noir, il joue aujourd’hui avec le collectif René Binamé. Masto est par ailleurs photographe.
Nina Kuss, "Nane", Nina Childress
Chanteuse, orgue Hammond, guitare sur« Magic Mushrooms ». Elle arrête définitivement la scène après Lucrate Milk pour poursuivre son travail de peintre, d’abord avec Les Frères Ripoulin, puis en solo. Elle a enseigné dans les écoles d’art de Nancy et Paris. Aujourd’hui chevalière de la Légion d’Honneur, elle est une des deux premières femmes peintres élue en 2024 à l’Académie des Beaux-Arts. 
Raoul Gaboni, Gabo, Jean Gabino, Batteur, plus tard dans MKB, bassiste de Ouloumboutou, co-créateur du collectif des Bateleurs de Bakouo. Il flirte actuellement entre piano, pleine nature, et chamanisme.
Petit frère, Ami, puis participant occasionnel à certains concerts, Helno, fera au sein de Lucrate Milk ses débuts sur scène. C’est lui qui  scande le fameux hymne « I LOVE YOU FUCK OFF ». Plus tard Helno officiera avec Laul comme Clown/choriste au sein de Bérurier Noir puis comme chanteur dans Les Négresses Vertes, avant son décès en 1993.
Le manager
En 1981, Marsu devient le manager de Lucrate Milk, il a fait de la radio, du fanzinat, il a un gros carnet d’adresses et se retrouve catapulté manager parce qu’il a la tchatche.
Par la suite il managera d’autres groupes (MKB Fraction provisoire, Bérurier noir, Dirty Distric, les Cadavres) et sera un des fondateurs des labels Bondage Production et Crash disques.

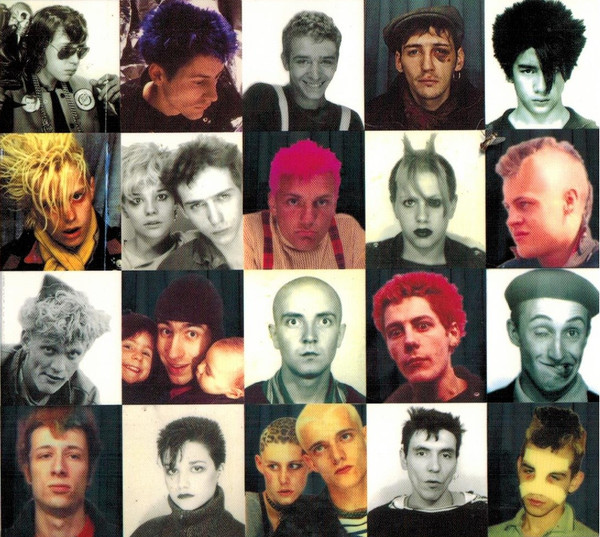
une partie de la raya

La Raïa Du turc et de l'arabe ra'īya signifiant « troupeau ».
Le groupe évolue au sein de la « Raïa », une bande à géométrie variable constituée de potes, musiciens, artistes… servant de roadies ou chauffeurs à l’occasion, …qui zone entre Port-Royal, et Luxembourg, ils squattent l’ancien hôpital Curie. On y trouve des groupes comme Guernica, les SwingosPorkies, Zona, Prop-sac, Ausweis, Mome Rath, Peggy Luxbeurk, Anne et les fils de joie, Burial Party, les Cadavres, Ice, Les Merdes, Zentrum Zombia et plein de Nantais, les Maîtres, Bérurier, le collectif Abattoir, les maitres du monde … de futures personnalités : Béatrice Dalle, Raphaelle Primet…
Pendant que Nina regarde Dallas, les Lucrate font du skate, visitent les morgues, montent en haut des grues, sur les toits… des aventures nocturnes, ludiques et extatiques, hors des sentiers battus.
L’origine du nom
Avant la formation du groupe, ils volaient du lait au petit matin dans les chariots grillagés des épiceries pas encore ouvertes. « Lucrater » c’était emprunter sans permission et « Milk » le lait, leur butin, bien sûr.
Les concerts (voir annexe concerts)

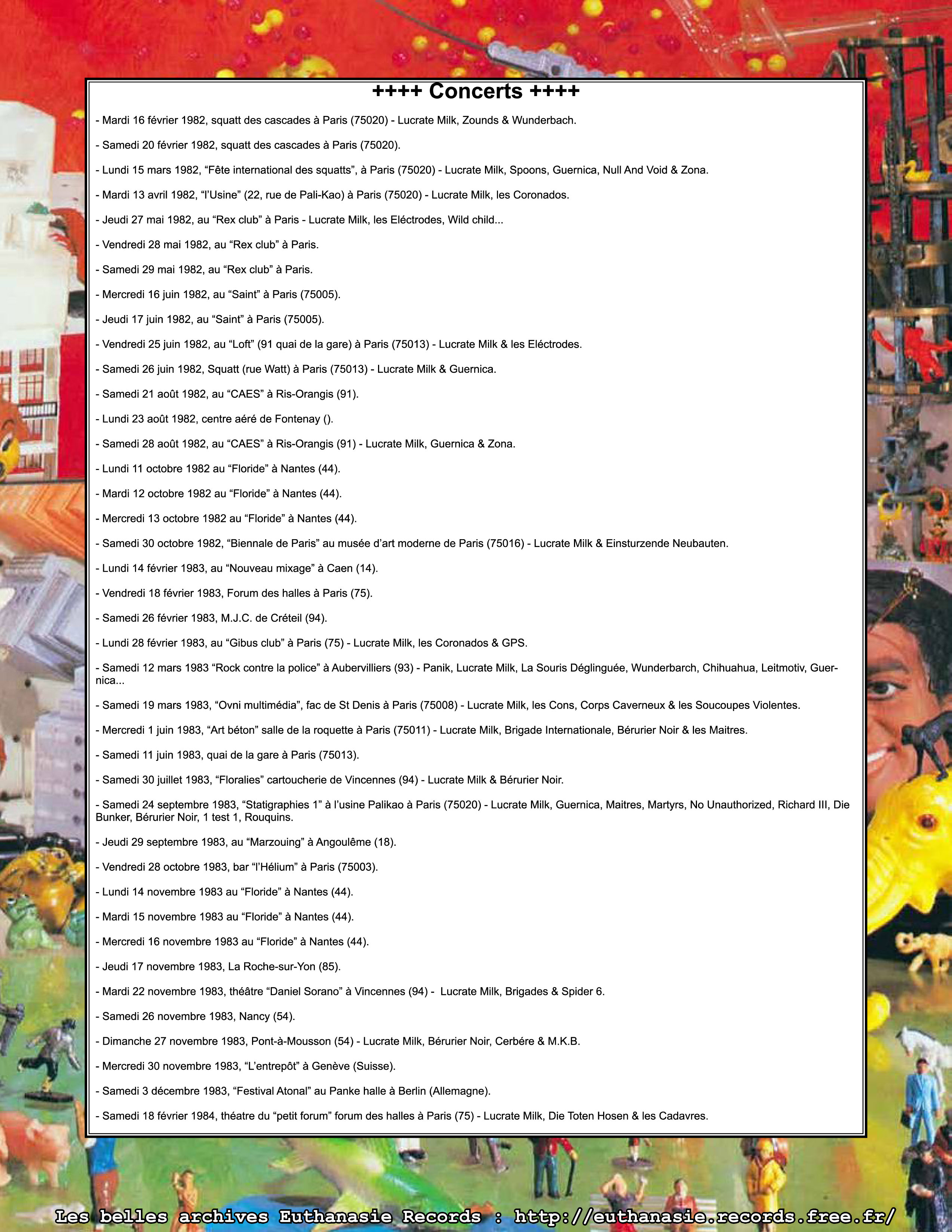
concerts de Lucrate Milk

En trois ans, le groupe donne une cinquantaine de concerts en France, tous mémorable, même celui de la 12ème Biennale de Paris, section son, en 1982 avec le groupe allemand Einsturzende Naubauten. 
Lucrate Milk joue principalement dans des squats et à l'Usine Pali-Kao à Belleville, ce sont les débuts du mouvement et des labels alternatifs punk arty. Leur musique est sans concession : trépignante, dadaïste, juvénile, anti-commerciale, quelque part du côté des The Slits, Crass, X-Ray Spex, Devo … Leur présence est provocatrice. Ils font même une tournée internationale qui passe par Genève, puis Berlin, chose qui n’existait quasiment pas à l’époque.
Les compositions
Les Lucrate ne savent jouer d’aucun instrument, sauf Nina qui a un peu étudié le piano et  qui rédigera les partitions qui seront déposées à la SACEM. Faire des reprises leur est impossible, surtout sans guitare, ils sont dans l’obligation d’inventer leur musique.
Les instruments

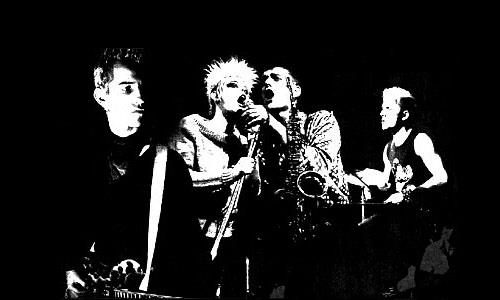
Laul Nina Masto et Gabo

Laul aurait choisi la basse car il ne la percevait pas.
Son jeu est autiste ; aux autres de faire avec.
Masto ne supporte pas le jazz et le sax : il choisit donc le sax.
Il joue mal, souffle fort, son son est aigu et ses parties rythmiques. Les solos le font vomir.
Gaboni a besoin de se défouler autrement qu’en tapant sur des skins ou des rockers, il devient batteur.
Il joue comme il est, libre de toute déformation, généreusement et avec application.
Nina débusquée aux arts déco par Masto, pour faire le modèle photo s’avère une bonne hurleuse ; elle chante en anglais car elle est bilingue. Elle frappe son orgue et verse une bière sur le clavier au début de chaque concert.
Ses textes provocateurs font miroir à l’inavouable et dérangent.
La démerde
Ils autoproduisent tout, ce sont des autodidactes actifs qui gèrent leur image et leurs vidéos avec l’aide de Lefdup et Larry Flash qui finissent alors leurs études aux arts-déco.
Le look
Nina, quand elle n’est pas à moitié nue sur scène, est habillée par Rafik avec des robes en toile cirée. Elle constitue sa garde robe aux puces de Montreuil et adopte ensuite un look psychédélique. Masto aime les kilts, les jupes, et les shorts tyroliens en cuir, Laul associe aisément veste de costume et iroquoise noire quant à Gaboni, il arbore un pantalon peinturluré à la Pollock et un filet en guise de tee shirt aéré.
La norme est naturellement ex-centrique au-delà du cercle.
Chacun à son rat ; le « Abraham » de cette double engeance est Chonchon, le rat de Dolly.
Ils ont des boutons, se parfument à la colle à rustine, et portent des blousons tagués, avec le logo du groupe ou des paroles de chanson.
Les coupes de cheveux changent chaque semaine ou presque, Nina et Laul sont les coiffeurs privilégiés de la Raïa.
Les teintures Crazy Color sont ramenés d’Angleterre par les potes avec en prime de quoi se chausser : Monkey Boots, Creepers…
En cas de pénurie ils utilisent des colorants pharmaceutiques en gobant du Dinintel et du Fringanor.
La production musicale
La première répétition de Lucrate Milk a lieu dans la cave de Yves Le Mazou, qui deviendra le manager des Frères Ripoulin. Il montre ce jour-là les premiers rudiments de basse à Laul. Le 45T « Lustigestierquartett » est produit par Blaise Masson, petit-fils du peintre André Masson et enregistré à la mairie du IVème arrondissement alors qu’ils n’ont composé que trois morceaux. Sort un deuxième 45T avec, aussi une pochette pliante, puis un split 33 tours avec le groupe MKB.
En février 1984, après un dernier concert épique et enflammé dans le cadre du festival R.F.A. (Rock Franco-Allemand) au théâtre du Forum des Halles, Laul décide d'arrêter : « J'ai préféré arrêter, de crainte que l'on ne splitte ».
Post-mortem, ils sortiront une cassette live chez VISA et un 33 tours chez Bondage Records compilant le split et les deux 45 tours, recompilé sur un CD agrémenté de titres en concert chez Division Nada.
En mai 2006, l'émission Tracks consacre un sujet à la sortie du coffret « posthume 3 pièces » de Lucrate Milk, comprenant un CD avec l'intégralité des enregistrements en studio, et quelques live, un CD de reprises par divers groupes et un DVD qui ressuscite l'esprit du groupe, avec Jerôme Lefdup et de nombreuses participations extérieures.

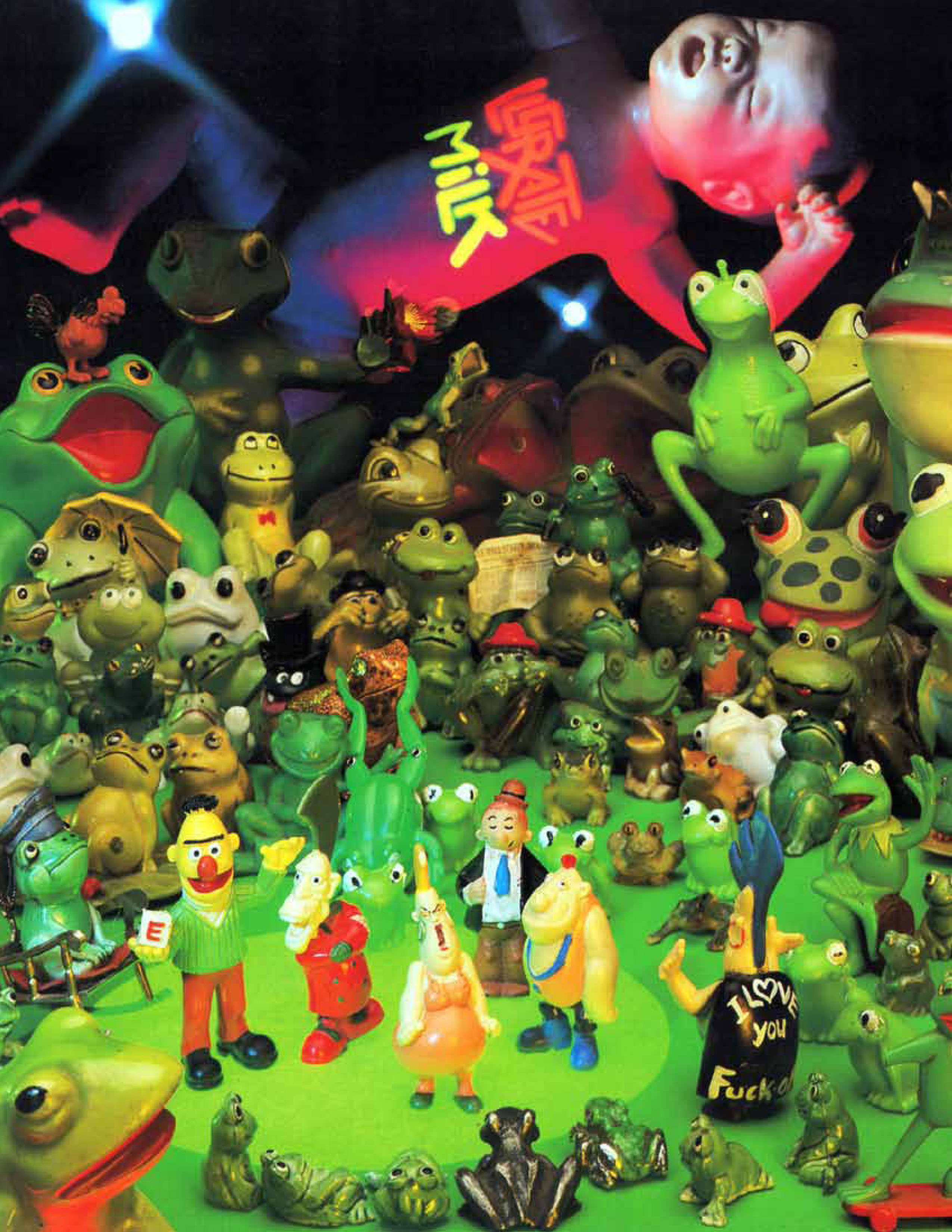
Pochette 33t les Grenouilles

En 2014, Archives de la Zone Mondiale sort l'album vinyle « les grenouilles » Lucrate Milk.
Pas de reformation prévue avant 2054 …

## Discographie
Le groupe a produit plusieurs opus,,, dont :

### Albums studio
- 1987 : Lucrate Milk (Bondage Records)
- 1991 : La Rage qui vit (CD/K7, Division Nada ; réédité en 1995 par Crash Disques)
- 2014 : Lucrate Milk (Archives de la Zone Mondiale)

### Splits et EP
- 1981 : Lustiges Tierquartett (EP 3 titres, Zeb Prod.), réédité en 2013 chez – Danger Records
- 1983 : Nepla relou (EP 4 titres, Autoprod., MILK 007)
- 1984 : Lucrate Milk / MKB (split-LP avec MKB Fraction Provisoire, W.W. Rds, WW3326)
- 1986 : Live (K7 ; Androidia flux, AF 015 / V.I.S.A.)
- 2016 : Live at Pont-à-Mousson (EP) - Archives de la Zone Mondiale

### Compilations
- 1982 : Passeport pour l’exportation / Cascades 82, K7 V.I.S.A. / Androidia flux, AF 00
- 1983 : Canoë 1 (K7, Canoë)
- 1983 : Canoë vidéo 1 (VHS, Canoë;  3 vidéos reprises de l’émission Haute Tension)
- 1984 : 30 tubes pour l'été (Gargl !)
- 1985 : ViSA présente (compilation live, LP, V.I.S.A./Bondage Records)
- 1988 : Bondage Records (Oihuka, 0-164, Espagne)
- 1988 : Radio Bondage (LP/K7, Bondage Records)

## Filmographie
- 1985 : L'Affaire des divisions Morituri de F. J. Ossang
- 2006 : Lucrate Milk : Posthume 3 Pièces (DVD+2CD) - Folklore de la Zone Mondiale/le snark
- 2006 : La Crotte Molle (DVD) - Folklore de la Zone Mondiale/le snark